# Колледж государственной полиции (Латвия)
Колледж государственной полиции (латыш. Valsts policijas koledža) — учебное заведение в Латвии, учрежденное Кабинетом министров под руководством Государственной полиции Латвии, которое предоставляет возможность получить высшее профессиональное образование первого уровня и четвертый уровень профессиональной квалификации после среднего образования.

## История
25 апреля 1990 года Министерство внутренних дел Латвийской ССР получило пятиэтажное здание на улице Сколас 44 в Юрмале для создания учебного центра, которое нуждалось в капитальном ремонте.
Учебный центр был торжественно открыт 13 июня 1991 года, а его руководителем был назначен подполковник милиции Атис Мейбергс. Учебный центр начал функционировать 9 июля 1991 года. Во время августовского путча, 20 августа 1991 года, в 19.45, учебный центр был занят Советской армией.
6 сентября 2000 года приказом № 701 Государственной полиции Министерства внутренних дел было утверждено новое название учебного центра — Государственная полицейская школа. Основной задачей Школы было внесение изменений в подготовку молодых сотрудников полиции, которые должны были осуществляться в соответствии с требованиями, предъявляемыми Европейским сообществом, что позволило бы обеспечить более всестороннее образование будущих полицейских.
В мае 2003 года капитан полиции Эйженс Вальтерс был назначен начальником Школы. 22 июля 2004 года начальником Школы полиции был назначен подполковник Айгарс Эвардсонс, бывший заместитель начальника Департамента судебной экспертизы Государственной полиции (1994—2004), который за короткое время своего пребывания на этом посту изменил всю учебную программу. Вместе с сотрудниками департамента полиции вся программа обучения была переработана в соответствии с современными требованиями.
13 июля 2006 года постановлением Кабинета министров был учрежден Колледж государственной полиции, который является правопреемником функций, прав, обязанностей, имущества и архивов Государственной полицейской школы. Колледж создан с целью качественной подготовки сотрудников полиции для профессиональной службы в соответствии с требованиями и приказами Государственной полиции, а также для создания системы повышения квалификации сотрудников в связи с дальнейшим развитием их службы. Директором колледжа был назначен полковник Айгарс Эвардсонс, девизом которого было «Не останавливаться на достигнутом», и успешно продолжил свою работу.
25 марта 2011 года Айгарс Эвардсонс вышел в отставку. 25 июля 2011 года исполняющий обязанности министра внутренних дел и министра юстиции Айгарс Штокенбергс издал приказ о назначении бывшего начальника Государственной полиции подполковника Артиса Велшса директором Колледжа с 26 июля 2011 года.
В целях реализации взаимодействия теории и практики с 25 марта 2013 года начальник Главного управления криминальной полиции Раулс Квиеситис был переведен на должность директора Колледжа, а бывший директор Артис Велшс в интересах службы был переведен на должность начальника Главного управления полиции.
С марта 2018 года Раулс Квиеситис больше не является директором Колледжа государственной полиции, так как его служба не была продлена в порядке, предусмотренном Законом о прохождении службы сотрудниками со специальными званиями учреждений системы Министерства внутренних дел и Управления тюрем.
С 19 апреля 2022 года директором Колледжа Государственной полиции был утвержден бывший заместитель начальника Управления по борьбе с экономическими преступлениями Главного управления уголовной полиции Государственной полиции подполковник Дмитрий Хоменко.

## Руководство
Представительными, управляющими и принимающими решения органами являются Совет колледжа и директор колледжа. Совет является коллегиальным органом принятия решений сотрудниками колледжа по вопросам образования и научных исследований. Директор является высшим должностным лицом, осуществляющим общее административное и хозяйственное руководство.

## Символика
6 октября 2006 года в Евангелическо-лютеранской церкви в Слоке был освящен флаг Колледжа.
На флаге изображена эмблема Государственной полиции — солнце и меч, направленный вниз на светло-голубом фоне, символизирующие главную задачу сотрудников Государственной полиции: защищать и заботиться о безопасности всех граждан Латвии.
На другой стороне, на белом фоне, изображен малый герб страны, под которым вышита надпись «Колледж государственной полиции».

## Образовательные возможности
Колледж госполиции предлагает программу профессионального обучения «Работа полиции» и программу высшего профессионального образования первого уровня «Работа полиции».